# Компаніївка
Компані́ївка — селище в Україні, центр Компаніївської селищної громади Кропивницького району Кіровоградської області. Населення — 4,5 тис. осіб, 500 з яких ВПО (2025).

## Історія

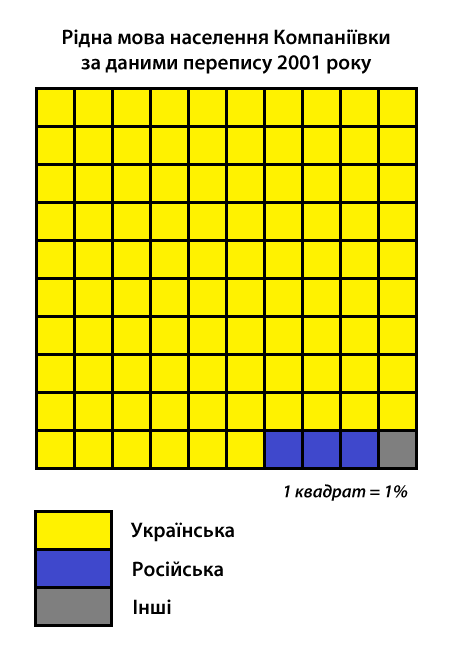
Рідна мова населення Компаніївки за даними перепису 2001 року

Село Компаніївка було засноване у другій половині XVIII століття на лівому березі річки Сугоклеї-Комишуватої колишніми козаками компанійських полків, що складали гетьманську легку кінноту, призначенням якої була сторожова та розвідувальна служба на південному та західному кордонах. Ймовірно, це відбулось після реформування 24 жовтня 1775 року компанійських полків у регулярні легкокінні. Військова реформа стала причиною значного оселення колишніх компанійців, які після виходу у відставку повинні були приписуватись до конкретного соціального стану (міщанського, селянського чи козацького)
З 1850-х років Компаніївка стала центром однойменної волості Єлисаветградського повіту.
В 1898 році в с. Комишуватому (що згодом увійшло до складу Компаніївки) було збудовано паперову фабрику, яка за обсягами виробництва була найбільшою в регіоні та четвертою в Україні (у 1914 році виробила 64 227 пудів обгорткового паперу).
У липні 1933 року селище стало центром новоутвореного району Кіровоградської області.
В 1965 році Компаніївка отримала статус селища міського типу.

## Населення

### Мова
Розподіл населення за рідною мовою за даними перепису 2001 року:
| Мова            | Кількість | Відсоток |
| --------------- | --------- | -------- |
| українська      | 4811      | 96.36%   |
| російська       | 143       | 2.86%    |
| білоруська      | 13        | 0.26%    |
| вірменська      | 9         | 0.18%    |
| румунська       | 7         | 0.14%    |
| польська        | 1         | 0.02%    |
| німецька        | 1         | 0.02%    |
| інші/не вказали | 8         | 0.16%    |
| Усього          | 4993      | 100%     |

## Інфраструктура

### Економіка
В Компаніївці зосереджений основний промисловий потенціал району:
- ЗАТ «Компаніївський комбікормовий завод»,
- ВАТ «Компаніївська агрохімія»,
- Газокомпресорна станція «Кіровоградська»,
- Живанівський гранітний кар'єр,
- Ковбасний цех,
- Хлібопекарня.

### Освіта
- Компаніївський технікум ветеринарної медицини Білоцерківського національного аграрного університету  за роки свого існування підготував близько 4 тис. спеціалістів ветеринарної медицини. Вже третя поспіль група студентів стажується в Англії, три роки технікум утримує перше місце з організації та проведення навчальної практики серед студентів вищих аграрних навчальних закладів І-ІІ рівнів акредитації зі спеціальності «ветеринарна медицина».
- В Компаніївській загальноосвітній школі І-ІІІ ступенів працюють загони юних інспекторів руху, дружина юних пожежників-рятувальників «Пілігрим» та загін екологів. Ці дитячі організації існують вже кілька років і неодноразово були учасниками обласних та всеукраїнських фестивалів і змагань. Команда «ДАІ Клас-3» представляла Україну на змаганнях юних інспекторів руху серед країн СНД.
- Компаніївська неповна середня школа (в минулому — восьмирічна школа), що надає неповну середню освіту на базі девя'ти класів.
- Компаніївський міжшкільний навчально-виробничий комбінат.

### Медицина
- В селищі знаходиться центральна районна лікарня.

## Культура
В Компаніївській дитячій музичній школі на п'яти відділеннях навчається 119 учнів. Тут 9 викладачів навчають дітей гри на фортепіано, баяні, акордеоні, духових інструментах, гітарі а також хореографії образотворчому мистецтву. У школі створені та працюють кілька творчих колективів.
В Компаніївці функціонують музей, районний будинок культури та районна бібліотека з книжковим фондом близько 26 тис. книг (вул. Паркова, 14-а).
При Компаніївській районній газеті «Степовий край» діє Літературна студія «Вершники». Керівник літ.студії Романенко Петро Володимирович.
У 2015 р. вийшла перша в історії Компаніївщини збірка творів сучасних митців степового краю, "Літературний альманах «Вільним птахом слово лине…», присвячена 240-ій річниці з часу заснування Компаніївки і 50-річчю відновлення Компаніївського району як адміністративно-територіального центру. В 2016 році за підтримки місцевої адміністрації засновано Літературну премію імені Юрія Яновського.

## Галерея

Компаніївська ЗОШ I—III ступенів

## Відомі особи
У селищі народилися:
- Алфьоров Микола Семенович (1917—1982) — російський радянський архітектор.
- Косін Юрій Олександрович (1948—2022) — український фотохудожник.
- Свобода Віктор Леонтійович (1925—1992) — український перекладач, вчений, редактор. Один із псевдонімів — Майкл Браун.
- Ситник Артем Сергійович (* 1979) — юрист.
- Царук Антоніна Петрівна (* 1961) — українська письменниця і поетеса.